# Uvarus suburbanus
Uvarus suburbanus är en skalbaggsart som först beskrevs av Henry Clinton Fall 1917.  Uvarus suburbanus ingår i släktet Uvarus och familjen dykare. Inga underarter finns listade i Catalogue of Life.